# 1769
1769 (MDCCLXIX) a fost un an obișnuit al calendarului gregorian, care a început într-o zi de sâmbătă.

## Nașteri
- 10 ianuarie: Michel Ney, general și mareșal francez (d. 1815)
- 13 februarie: Ivan Andreevici Krîlov, fabulist rus (d. 1844)
- 23 martie: William Smith, geolog englez (d. 1839)
- 15 august: Napoleon Bonaparte, împărat francez (d. 1821)
- 23 august: Georges Cuvier, zoolog și naturalist francez (d. 1832)
- 14 septembrie: Alexander von Humboldt, geograf și naturalist german (d. 1859)
- 4 octombrie: Aleksei Andreevici Arakcelev, militar și om de stat rus (d. 1834)
- 26 decembrie: Ernst Moritz Arndt, prozator, poet german de origine suedeză (d. 1860)

## Decese
- 2 februarie: Papa Clement al XIII-lea (n. Carlo della Torre di Rezzonico), 75 ani (n. 1693)
- 9 septembrie: Grigore Callimachi, 33 ani, domn al Moldovei (1761-1764 și 1767-1769), (n. 1735?)
- 27 septembrie: Anna Karolina Orzelska, 61 ani, fiica nelegitimă a regelui August al II-lea al Poloniei (n. 1707)
- 23 noiembrie: Constantin Mavrocordat, 58 ani, domn al țărilor române (1730-1769, cu intermitențe), (n. 1711)
- 8 decembrie: Joseph Friedrich Ernst, Prinț de Hohenzollern-Sigmaringen, 67 ani, strămoșul regelui Carol I al României (n. 1702)